# Hans Brosamer

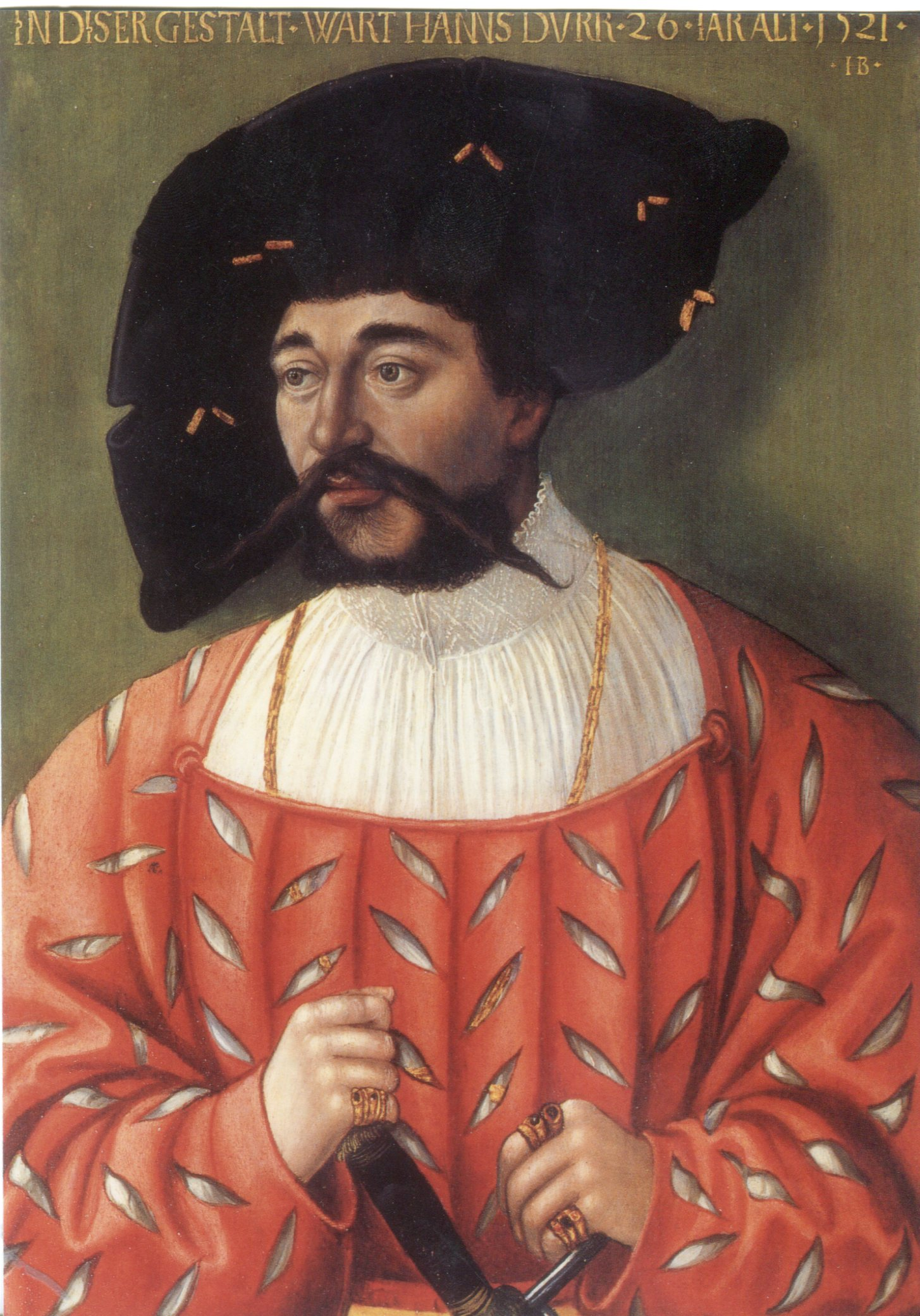
Retrato de Hans Durr (1521), pintura al óleo firmada con iniciales HB y atribuida a Brosamer.

Hans Brosamer (¿Fulda?, ca. 1500 – Erfurt, ca. 1554) fue un pintor, grabador con la técnica del buril y diseñador de xilografías alemán del Renacimiento.
Contemporáneo de Lucas Cranach el Viejo y de Georg Pencz, su popularidad se asienta en su labor gráfica, tanto en la ilustración de libros como en pequeñas planchas de mitologías, mientras que su producción pintada es bastante escasa y suscita dudas de autoría.

## Vida y obra
Su actividad se desarrolló en Fulda durante dos décadas. Se le atribuyen unos pocos retratos pintados (como el Retrato de Hans Durr con fecha 1521 e iniciales HB), pero solo uno está firmado con precisión: El canciller Johannes von Othera (1536; Suiza, colección particular). Casi todos ellos se singularizan por el dibujo anguloso, el tono tostado de los rostros y los fondos planos en color verde.
La fama de Brosamer radica más bien en su producción grabada, bastante amplia, si bien no toda se le asigna con certeza. Grabó personalmente sobre planchas de cobre, mientras que para las xilografías se limitó a diseñar las imágenes, que luego eran entalladas por ayudantes. 
Consta que ilustró libros religiosos, cuyas imágenes muestran sus iniciales, al igual que diversas efigies de medio cuerpo grabadas en xilografía en la década de 1520. Estas últimas, sin embargo, son de estilo más impersonal, suscitan dudas de atribución y delatan una clara influencia de Cranach. Se relaciona con estos retratos El escritor Hans Sachs, gran plancha fechada en 1545. Aunque no está firmada, varias fuentes la asignan a Brosamer mientras otras la consideran obra segura de otro grabador de la época, Michael Ostendorfer. Un ejemplar se conserva en la Universidad de Tartu (Estonia), atribuido a Ostendorfer, si bien el Museo Británico atribuye el grabado de manera genérica al círculo de Cranach. Es posible que Brosamer realizase el dibujo previo.

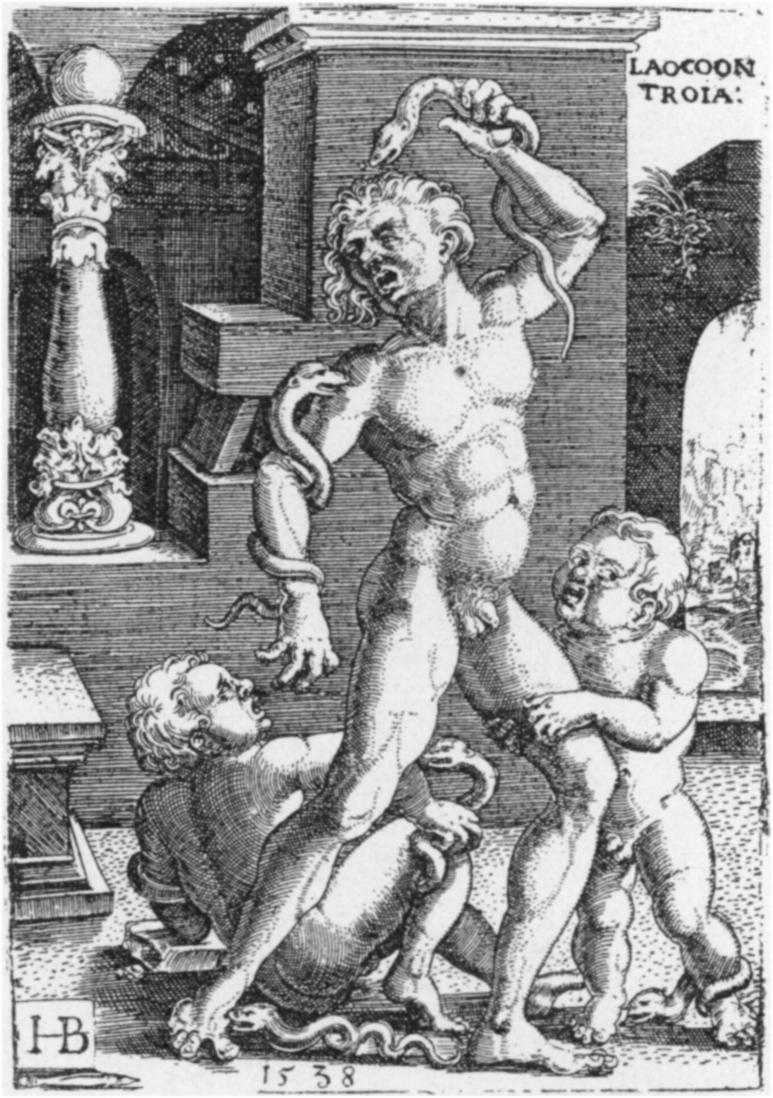
Laocoonte y sus hijos atacados por las serpientes, pequeño grabado de Brosamer fechado en 1538.

Una efigie segura de Brosamer es el Retrato del conde Johann II von Henneberg, príncipe-abad de Fulda (1541), grabado a buril. Ostenta las iniciales de Brosamer y la fecha, así como la edad del retratado (38 años), si bien es efigie póstuma y el grabador no llegó a conocer al personaje, por lo que hubo de basarse en otro retrato ajeno. Hay ejemplares de este grabado en el Museo Británico de Londres y en otras colecciones públicas.

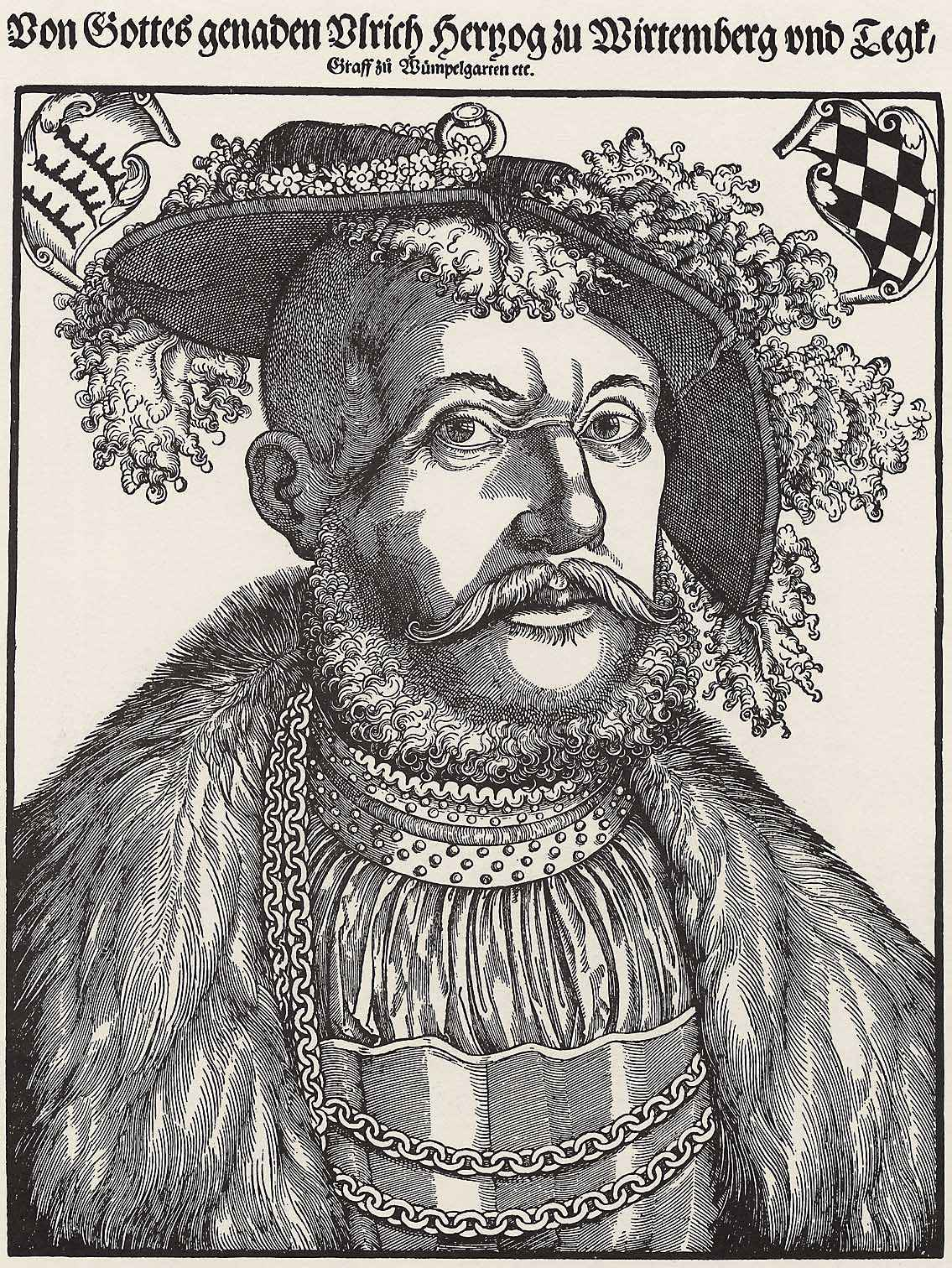
Retrato de Ulrich von Württemberg, grabado en xilografía cuyo diseño se atribuye a Hans Brosamer.

De Brosamer se conocen otros grabados sobre metal, de formato reducido, que conectan con la producción de los llamados «pequeños maestros» del Renacimiento alemán: Sebald Beham, Georg Pencz, Heinrich Aldegrever, etc. Normalmente, los temas que trata son mitológicos, de estirpe italiana, y muestra interés por el desnudo y por la estética clasicista. Ejemplo de ello es su grabado Laocoonte y sus hijos.
Brosamer murió en Erfurt, en 1554 o algo después.
- Datos: Q532091
- Multimedia: Hans Brosamer / Q532091